# Niebla
Niebla ist eine spanische Stadt in der Provinz Huelva in der Autonomen Region Andalusien.
Mit 4.284 Einwohnern (Stand: 2024) gehört sie zu den kleineren Städten der Provinz Huelva. Liegt 20 km östlich der Provinzhauptstadt Huelva. Die historische Stadtmauer (zwei Kilometer Umfang) mit ihren fünf Stadttoren und mehr als 30 Türmen ist vollständig erhalten. 

## Geografische Lage
Die Stadt liegt auf einer Anhöhe über dem Río Tinto, 70 Kilometer westlich von Sevilla an der Autobahn A49 (Sevilla-Huelva).

## Geschichte
Die Iberer nannten den Ort Ilipla, die Westgoten Elepla, die Mauren Libla bzw. Labla und nach der Reconquista erhielt er schließlich den heutigen Namen Niebla. Schon in römischer Zeit war die Ortschaft von Bedeutung, lag sie doch an der Verbindungsstraße von der Flussmündung des Anas (=Guadiana) nach Italica. Im Jahre 1130 wurde unter maurischer Besatzung die Stadtmauer errichtet. Die Stadt erlebte zu jener Zeit ihre höchste Blüte; die Einwohnerzahl stieg bis Mitte des 13. Jahrhunderts auf 40.000. 1262 fiel Niebla unter Alfons X. (dem Weisen) an die Christen. In den nachfolgenden Jahrhunderten führten dynastische Streitigkeiten und häufige Plünderungen zum Niedergang der Stadt. Im spanischen Unabhängigkeitskrieg (1808–1814) wurde die Stadtmauer teilweise beschädigt. 1842 wurden nur 173 Einwohner gezählt.

## Sehenswürdigkeiten
Das historische Stadtbild mit vollständig erhaltener Stadtmauer, der Alkazar oder Castillo de los Guzmanes (eine Burg, die in die Stadtmauer integriert ist), die Kirchen San Martín (Ruine) und Santa María de la Granada (ehemals Moschee), römische Brücke über den Río Tinto.

## Weblinks

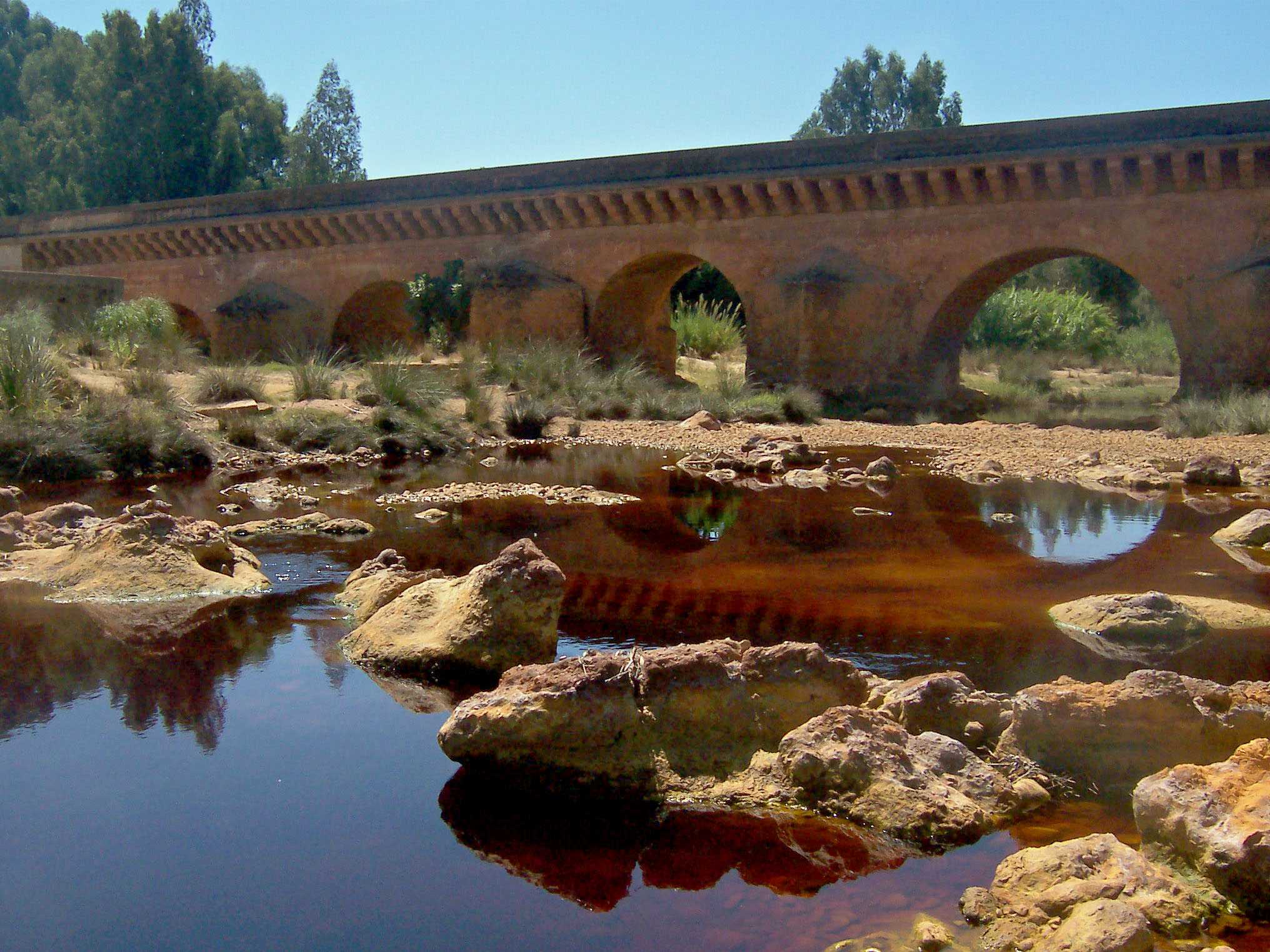
Römerbrücke über den Río Tinto
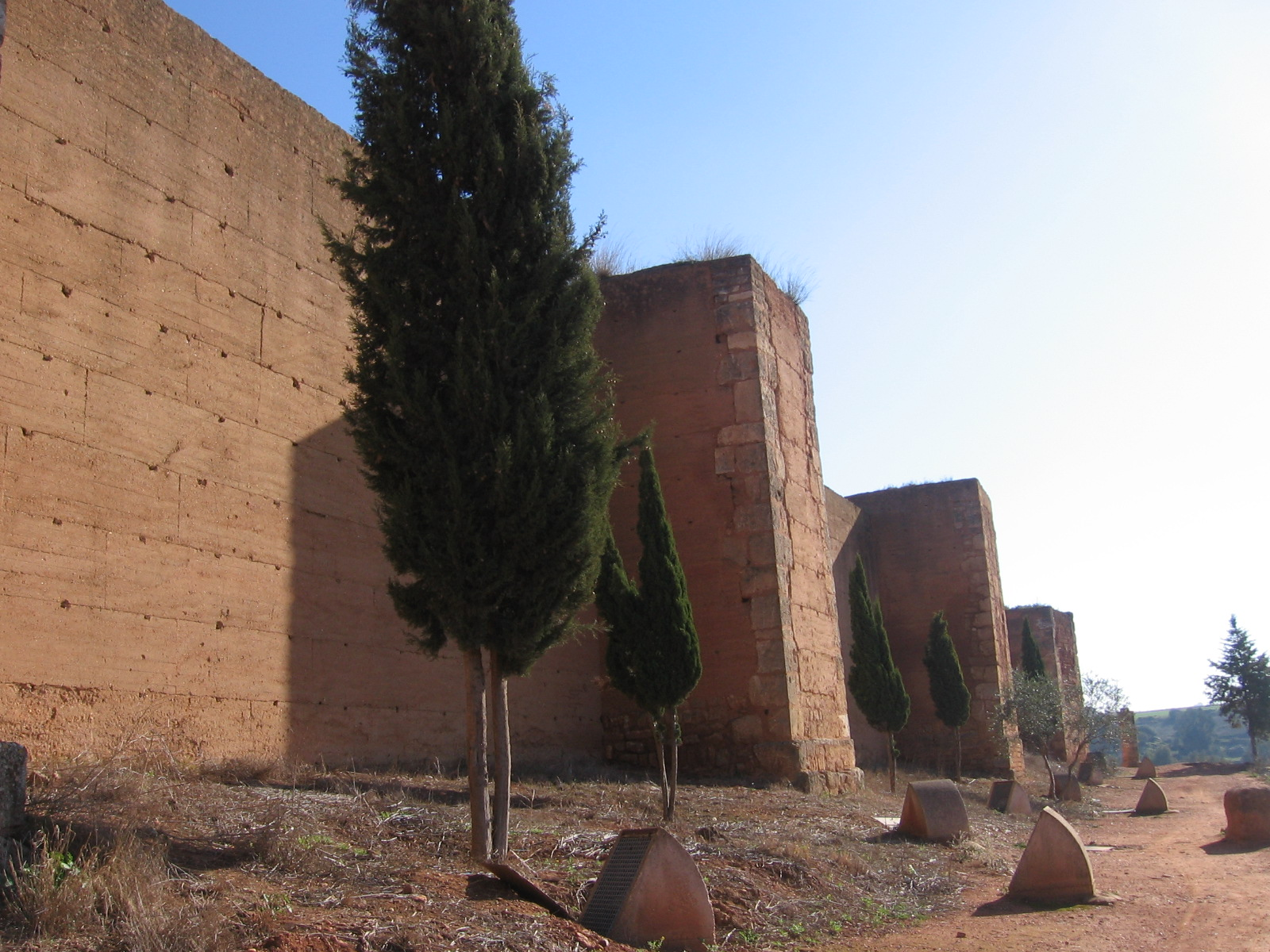
Stadtmauer
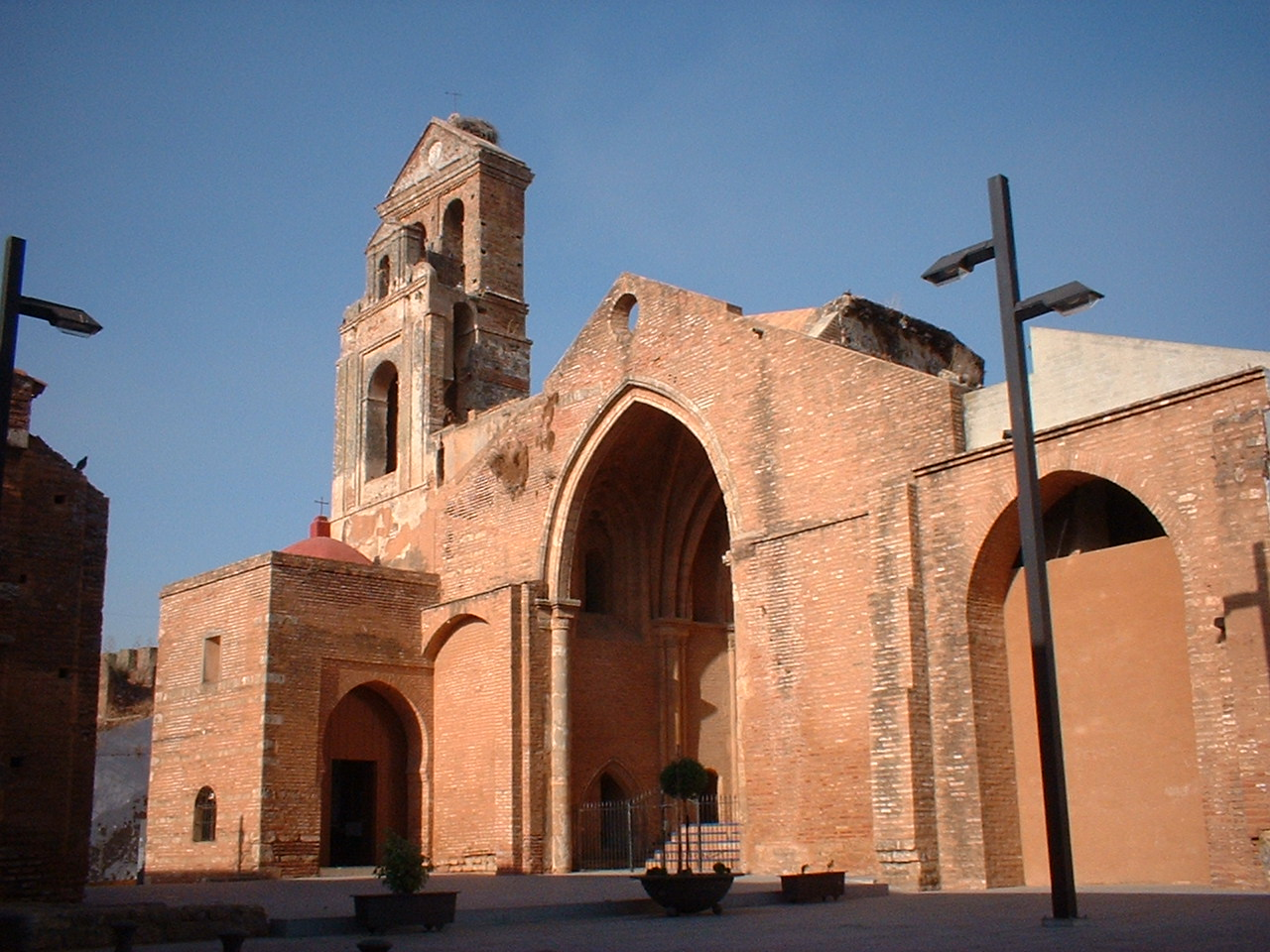
Kirchenportal von San Martín (15. Jahrhundert)